# خوسيه لوبيز مايسو
خوسيه لوبيز مايسو (بالإسبانية: José López-Maeso)‏ مواليد 24 ديسمبر 1956 في بورتولانو، ثيوداد ريال، إسبانيا، هو لاعب كرة مضرب إسباني سابق بدأ مسيرته كمحترف سنة 1979 وكان يلعب باليد اليمنى. أعلى تصنيف له في الفردي كان المركز الـ 75 في سنة 1982. أعلى تصنيف له في الزوجي كان المركز الـ 52 في سنة 1987. يعمل خوسيه حاليا في كانال بلاس إسبانيا كمعلق تلفزيوني لمباريات التنس. لديه أيضا ناديه الخاص للتنس في بويرتويانو.

## روابط خارجية
- خوسيه لوبيز مايسو على موقع رابطة محترفي التنس (الإنجليزية)
- خوسيه لوبيز مايسو على موقع الاتحاد الدولي لكرة المضرب (الإنجليزية)
- خوسيه لوبيز مايسو على موقع كأس ديفيز (الإنجليزية)
- خوسيه لوبيز مايسو على موقع خلاصة التنس.كوم (الإنجليزية)